# Frøbelseminariet
Ej att förväxla med Fröbelinstitutet i Norrköping eller Fröbel-Højskolen i Köpenhamn
Frøbelseminariet, senare UCC Frøbel, var en dansk förskolelärarskola i Köpenhamn.
Frøbelseminariet och Professionshøjskolen UCC – University College Capital i Köpenhamn och pedagogiseminariet i Köpenhamn sammanslogs 2008 till UCC Frøbel. 

## Historik
Frøbelseminariet grundades 1885 av Hedevig Bagger. Det fick sitt namn efter den tyske pedagogen Friedrich Fröbel och är ett av världens äldsta fortfarande verksamma lärarutbildningsinstitutioner. Den 196 fick skolan statsbidrag. Sedan 1915 har utbildningen varit tvåårig med både teori och praktikperioder.
Seminariet leddes av Hedevig Bagger och hennes man Sophus Bagger (1848-1943) tillsammans till Hedevig Baggers död 1926. Därefter leddes det av Sophus Bagger till 1941, då han sålde det till psykologen och läraren Jens Sigsgaard.
Mellan 1926 och 1974 låg Frøbelseminariet tillsammans med den anknutna kindergarten, som senare kom att kallas COBRA-børnehaven efter sina inredningsmålningar, på Hjortøgade 3 i Østerbro. Mellan 1974 och 2014 låg skolan i renoverade fabrikslokaler vid Grundtvigsvej i Frederiksberg.

## Senare utveckling
Frøbelseminariet har idag utbildning på kandidatnivå i pedagogik, vilken kombinerar praktik och teoretisk undervisning.  
År 2014 flyttade Frøbelseminariet till temporära lokaler i Carlsberg Byen, och från 2016 blev det en del av yrkeshögskolans nya huvudcampus i Carlsberg Byen. År 2018 slogs UCC Frøbel/Professionshøjskolen UCC samman med Professionshøjskolen Metropol under namnet Københavns Professionshøjskole.